# Joachim Buhmann

Joachim M. Buhmann (2020)

Joachim M. Buhmann (* 3. Mai 1959 in Friedrichshafen) ist ein deutscher Biophysiker und seit 2003 Ordentlicher Professor für Informatik an der ETH Zürich. Er ist Leiter der Information Science and Engineering Group am Institut für Maschinelles Lernen.

## Leben
Buhmann studierte Physik an der Technischen Universität München. Mit einer Arbeit über Mustererkennung in neuronalen Netzwerken wurde er 1988 in theoretischer Biophysik bei  Klaus Schulten an der TU München promoviert.
Ab 1989 bis 1991 war Buhmann Forschungsassistent und Assistenzprofessor an der University of Southern California, Los Angeles. Kurz arbeitete er darauf am Lawrence Livermore National Laboratory in Livermore, Kalifornien. Von 1992 bis 2003 lehrte er als Professor für praktische Informatik an der Universität Bonn. Seit Oktober 2003 ist er Ordentlicher Professor für Informatik an der ETH Zürich. Von 2014 bis 2017 war er dort Prorektor Studium.
Die von ihm geleitete Information Science and Engineering Group forscht über Strategien des maschinellen Lernens mittels Mustererkennung (insbesondere durch Vergleich von Bildern) von umfangreichen Datensätzen in verschiedenen Bereichen der Naturwissenschaften. Mit Hilfe statistischer Modelle zur Gruppenbildung, grafischer Modelle für Netzinterferenzen und Algorithmen werden Strukturen in den Datensätzen festgestellt. Buhmanns Arbeiten betreffen vorwiegend das Unsupervised Learning, d. h. die verwendeten Algorithmen führen Mustererkennung ohne menschliche Beurteilung der verwendeten Daten durch. Er erforscht  insbesondere  die Informationsverarbeitung in der Medizin und den Lebenswissenschaften. Seine konzeptionellen und theoretischen Arbeiten konzentrieren sich auf Methoden, wie Algorithmen für komplexe Modelle in den Datenwissenschaften validiert werden können.

## Veröffentlichungen

### Wissenschaftliche Veröffentlichungen
- Veröffentlichungen von Joachim Buhmann auf Google Scholar. scholar.google.com, abgerufen am 14. Mai 2022
- Joachim M. Buhmann weist einen h-Index von 71 auf. Joachim M. Buhmann.  research.com, abgerufen am 14. Mai 2022

### Allgemein verständliche Veröffentlichungen mit Joachim Buhmann
- Martina Märki: Wenn Maschinen lernen. ETH-Magazin GLOBE, 11. Juni 2016. Darin beschreibt Buhmann die Fortschritte im Bereich der Bilderkennung. Früher mussten Experten definieren, welche Merkmale für eine Gesichtserkennung zu verwenden und zu kodieren waren (feature extraction). Jetzt genügt es ein Metaprogramm zu schreiben, welches nur die Grundprinzipien des verwendeten Lernens festlegt. Dann lernt der Computer anhand von vielen Bildbeispielen selbständig, welche Merkmale ein Gesicht darstellen. Im Gegensatz zu früher können dank hoher Rechnerleistung Millionen von Bildern als Übungsmaterial verwendet werden. Dies zeigt sich auch bei der Bildverarbeitung im medizinischen Bereich. Ohne das Expertenwissen von Medizinern zu verwenden, können Computerprogramme grosse Mengen von Bilddaten selbständig nach statistisch relevanten Mustern für eine Diagnose durchsuchen.

- Klaus Fiala: Ich fühle mich durch Künstliche Intelligenz überhaupt nicht bedroht. Interview mit Joachim Buhmann. forbes.at, 9. Februar 2017, abgerufen am 14. Mai 2022. In einem Rückblick auf das Ende der 1980er-Jahre betont Buhmann, dass eine Renaissance von neuronalen Netzen als nicht-parametrische Schätzer für Klassifikation und Regression stattfand. Das Problem der künstlichen Intelligenz war Knowledge Engineering, also: Wie bringe ich Wissen in Systeme?. Diese Frage fand eine Antwort durch lernende Systeme. Datengetriebenes Knowledge Engineering kann heute sehr viel besser durchgeführt werden. Neuronale Netze erfinden Repräsentationen, sodass sie funktionale Zusammenhänge lernen können, die sich ihnen in der Vergangenheit aus den gleichen Datenmengen nicht erschlossen haben.

- Kevin Fischer: Warum KI für Schweizer KMUs mehr als einen Blick wert ist. Interview mit Joachim Buhmann. Netzwoche, 25. Februar 2019, abgerufen am 14. Mai 2022.

- Joachim Buhmann et al: Mensch oder Maschine. Wer stellt in Zukunft die Diagnose. roche.ch, 8. Mai 2019, abgerufen am 14. Mai 2022. Darin stellt Buhmann fest, dass der Mensch gute Vorhersagen machen kann, wenn wenig Evidenz da ist, grosse Unsicherheit herrscht und es breites Wissen für eine Entscheidung braucht. Wenn man aber sehr viel Evidenz (Daten) hat, dann sind Maschinen deutlich besser.

- Joachim Buhmann et al: Digitale Schatten unserer Gefühle. Interview, ETH Globe, Nr. 1/2023, S. 25–28. Zitat: Die Evolution hat uns mit Abstraktion und Kreativität ausgestattet. aber mit zu wenig Speicherkapazität.

## Weitere Tätigkeiten
- Seit 1995: Mitglied Technisches Komitee der Deutschen Arbeitsgemeinschaft für Mustererkennung
- Mitglied des Forschungsrats des Schweizerischen Nationalfonds (SNF)
- 2017: Einzelmitglied der Schweizerischen Akademie der Technischen Wissenschaften (SATW).
- Mitherausgeber der IEEE Transactions on Neural Networks und der IEEE Transactions on Image Processing

## Ehrungen
- 2017:  Ehrenmitgliedschaft der Deutschen Gesellschaft für Mustererkennung (DAGM)
- 2020: Test of Time Award. Access Control Models and Technologies (SACMAT)
- 2020: Fellow der International Association for Pattern Recognition (IAPR). Würdigung: For contributions to pattern recognition and statistical machine learning theory.